# التصنيف العالمي لألعاب القوى

تصنيفات الاتحاد العالمي لألعاب القوى هي نظام تصنيف فردي يُعنى بتقييم أداء الرياضيين في ألعاب القوى، ويُشرف عليه الاتحاد العالمي لألعاب القوى.
يُستخدم هذا النظام لتحديد أفضل الرياضيين في مختلف فعاليات ألعاب القوى، كما يُساهم جزئيًا في تحديد المتأهلين إلى بطولة العالم لألعاب القوى وألعاب القوى في الألعاب الأولمبية الصيفية. تُنشر التصنيفات أسبوعيًا من قبل الاتحاد العالمي لألعاب القوى كل يوم أربعاء.
استنادًا إلى أعمال الراحل الدكتور بويجار سبيريف وابنه أتيلا سبيريف، يُمنح الرياضيون النخبة «درجة تصنيف» تُحسب على أساس متوسط أفضل نتائجهم خلال فترة تصنيف مدتها 12 شهرًا، أو 18 شهرًا للأحداث المركبة والسباقات الطويلة لمسافة 10,000 متر أو أكثر. تُمنح كل نتيجة أداء للرياضي «درجة أداء» تتكوّن من «درجة نتيجة» بالإضافة إلى «درجة ترتيب». تعتمد درجة النتيجة على أفضل نتيجة حققها الرياضي في نهائي المنافسة، وتُحسب باستخدام جداول تسجيل الاتحاد الدولي لألعاب القوى (بأسلوب مشابه لنظام تسجيل العشاري)، بينما تأخذ درجة الترتيب في الاعتبار المركز النهائي للرياضي ضمن تلك المنافسة وفئة المنافسة، مع منح نقاط أعلى في البطولات الأبرز والأكثر تنافسية.
يمكن إجراء تعديلات إضافية على درجة الأداء لمراعاة عوامل مثل الرياح، وظروف المسار، أو تاريخ الأداء. كما تُضاف نقاط مكافأة مباشرة إلى درجة التصنيف في حال تحقيق أو معادلة رقم قياسي عالمي خلال فترة التصنيف. تختلف قواعد التسجيل الدقيقة حسب نوع الحدث، وتُقسَّم عمومًا إلى: ألعاب القوى، الأحداث المركبة، الجري على الطرق، أو المشي الرياضي.
أُعلن عن هذا النظام في نوفمبر 2017، وكان الهدف منه في البداية تحديد التأهل لـبطولة العالم لألعاب القوى 2019، لكن بعد اعتراضات أولية، أعلن الاتحاد الدولي لألعاب القوى في نوفمبر 2018 أنه سيُطبّق النظام في عام 2019 كتجربة، دون أن يُستخدم لتحديد التأهل إلى بطولة العالم في ذلك العام.
لاحقًا، استُخدم هذا النظام لتحديد التأهل إلى الألعاب الأولمبية الصيفية 2020.
تجدر الإشارة إلى أن نظام تصنيف مشابه أُدخل في عام 2003 ضمن سلسلة لقاءات الاتحاد الدولي لألعاب القوى الخارجية، لكنه كان يُستخدم فقط لتحديد التأهل إلى نهائي الاتحاد في نهاية الموسم، وليس للمشاركة في البطولات الدولية.

## نظام التصنيف

### الفعاليات
هناك 46 فعالية خارجية للرجال والنساء ضمن فعاليات ألعاب القوى تخضع لنظام تصنيفات الاتحاد العالمي لألعاب القوى، وتصنف كـ "الفعاليات الرئيسية". لكل جنس، تشمل هذه 19 فعالية مضمار وميدان (7 فعاليات جري على المضمار، 3 فعاليات حواجز، 4 فعاليات قفز، 4 فعاليات رمي، وفعالية مركبة واحدة)، وفعاليتان للجري على الطرق، وفعاليتان للمشي الرياضي.
| تصنيف الفعالية    | الفعاليات الخارجية الرئيسية                                                           |
| ----------------- | ------------------------------------------------------------------------------------- |
| الجري على المضمار | 100 متر، 200 متر، 400 متر، 800 متر، 1500 متر، 5000 متر، 10,000 متر                    |
| فعاليات الحواجز   | 100 متر حواجز (للنساء فقط)، 110 متر حواجز (للرجال فقط)، 400 متر حواجز، 3000 متر موانع |
| فعاليات القفز     | وثب عصري، وثب عالي، وثب طويل، وثب ثلاثي                                               |
| فعاليات الرمي     | رمي الكرة الحديدية، رمي القرص، رمي الرمح، رمي المطرقة                                 |
| الفعاليات المركبة | عشاري (للرجال فقط)، سباعي (للنساء فقط)                                                |
| الجري على الطرق   | ماراثون، الجري على الطرق (إما نصف ماراثون أو سباق 10 كيلومترات)                       |
| المشي الرياضي     | المشي 20 كيلومترًا، المشي 50 كيلومترًا                                                  |

بالإضافة إلى ذلك، يمكن أن تُحتسب النتائج في فعاليات أخرى مصنفة كـ "فعاليات مماثلة" ضمن تصنيف الرياضي في التصنيف العالمي.
| الفعالية الرئيسية | الفعاليات المماثلة     | مرجع                                                                                  |
| ----------------- | ---------------------- | ------------------------------------------------------------------------------------- |
| 100 متر           | 50 متر، 55 متر، 60 متر | 2. فعاليات المضمار والميدان. الاتحاد الدولي لألعاب القوى. تم الاسترجاع 2 أكتوبر 2019. |

### فئات المنافسات
توجد عشر فئات رئيسية للمنافسات تؤثر على عدد النقاط الممنوحة وفقًا لترتيب الرياضي في المنافسة. تُمنح كل منافسة رمزًا يُعبّر عن فئتها، وذلك بناءً على مستوى المنافسة ذاتها. تشمل هذه الفئات أربع فئات خاصة للمنافسات العالمية والقارية البارزة، تليها فئات مرقمة من A إلى F لبقية المنافسات. يشترط أن تلتزم المنافسات المعترف بها بقواعد الاتحاد العالمي لألعاب القوى، وأن تكون مُجازة من الاتحاد العالمي أو الاتحاد القاري أو الاتحاد الوطني حتى تُحتسب ضمن التصنيف. تنطبق هذه الفئات على فئة الكبار، ما لم يُذكر خلاف ذلك.[بحاجة لمصدر]
- OW – الألعاب الأولمبية وبطولة العالم لألعاب القوى
- DF – نهائيات دوري الماس
- GW – بطولة العالم لألعاب القوى داخل الصالات، بطولة العالم لألعاب القوى عبر البلاد، بطولة العالم لنصف الماراثون، بطولة العالم لفرق المشي الرياضي، كأس القارات لألعاب القوى، دوري الماس (للفعاليات الماسية فقط)
- GL – تحدي رمي المطرقة، تحدي المشي الرياضي، تحدي الفعاليات المركبة، سباقات الماراثون ذات التصنيف الذهبي، بطولات المناطق الخارجية للكبار (مثل بطولة أوروبا لألعاب القوى)
- A – الألعاب الرياضية الكبرى متعددة الرياضات (مثل ألعاب القوى في ألعاب أفريقيا، ألعاب القوى في ألعاب آسيا، ألعاب القوى في ألعاب أوروبا، ألعاب القوى في ألعاب أمريكا، ألعاب القوى في ألعاب الكومنولث), تحديات الاتحاد العالمي لألعاب القوى، دوري الماس (للفعاليات غير الماسية)، جولة الاتحاد العالمي داخل الصالات، سباقات الماراثون الذهبية (غير الماراثون الكامل)، سباقات الماراثون الفضية، بطولات المناطق داخل الصالات أو في المشي الرياضي (مثل بطولة آسيا لألعاب القوى داخل الصالات، كأس أوروبا للمشي الرياضي)
- B – سباقات الماراثون الفضية (غير الماراثون الكامل)، سباقات الماراثون البرونزية، بطولات وألعاب إقليمية رفيعة المستوى (مثل ألعاب القوى في الألعاب الجامعية الصيفية، ألعاب القوى في ألعاب الفرنكوفونية، بطولة إيبيرو-أمريكية لألعاب القوى، ألعاب القوى في ألعاب أمريكا الوسطى والكاريبي، بطولة البلقان لألعاب القوى), اجتماعات تصاريح قارية رفيعة المستوى (مثل اجتماعات الاتحاد الأوروبي الممتازة), بطولات المناطق من الدرجة الثانية (مثل بطولة أوروبا لألعاب القوى للفرق - الدوري الممتاز، بطولة أوروبا للفرق في الفعاليات المركبة - الدوري الممتاز), البطولات الوطنية الخارجية للكبار
- C – بطولات العالم لفئة تحت 20 سنة (مثل بطولة العالم لألعاب القوى تحت 20 سنة، بطولة العالم لألعاب القوى عبر البلاد، بطولة العالم لفرق المشي الرياضي), اجتماعات تصاريح قارية من الدرجة الثانية (مثل الاجتماعات الكلاسيكية للاتحاد الأوروبي), سباقات الماراثون البرونزية (غير الماراثون الكامل), بطولات المناطق من الدرجة الثالثة (مثل بطولات تحت 23 سنة، بطولة أوروبا لألعاب القوى للفرق - الدوري الأول، بطولة أوروبا للفرق في الفعاليات المركبة - الدوري الأول، كأس أوروبا لرمي الرمح، كأس أوروبا لسباق 10,000 متر), بطولات إقليمية منخفضة المستوى (مثل بطولة العرب لألعاب القوى، ألعاب البحر الأبيض المتوسط، ألعاب القوى في الألعاب العالمية العسكرية), بطولة القسم الأول لألعاب القوى الجامعية (NCAA)
- D – منافسات دولية متكررة منخفضة المستوى (مثل فينكامبن), اجتماعات تصاريح قارية داخل الصالات من الدرجة الثالثة (فئة الكبار فقط), بطولات المناطق من الدرجة الرابعة (مثل بطولات تحت 20 سنة، بطولات الأندية القارية من الدرجة الأولى، بطولة أوروبا لألعاب القوى للفرق - الدوري الثاني), البطولات الوطنية داخل الصالات، ألعاب القوى في الألعاب الأولمبية للشباب
- E – مباريات دولية، منافسات تصاريح وطنية رفيعة المستوى، سباقات طرق دولية، بطولة القسم الأول لألعاب القوى داخل الصالات (NCAA), بطولات تحت 18 سنة، مهرجان الألعاب الأولمبية الأوروبية للشباب
- F – منافسات تصاريح وطنية منخفضة المستوى

### نتيجة الأداء
تُحسب النقاط الممنوحة للرياضي بناءً على أدائه من جداول النقاط المعتمدة من الاتحاد العالمي لألعاب القوى. تُخصص درجات مختلفة للمنافسات الخارجية والداخلية. بالنسبة لرميات المعدات والعقبات، يُحتسب فقط الأداء باستخدام معدات أو عقبات مستوى الكبار.
يُؤخذ تأثير الرياح بعين الاعتبار في حساب النقاط للأحداث التالية: 100 متر، 200 متر، 110 متر حواجز، 100 متر حواجز، الوثب الطويل، والوثب الثلاثي. في حال عدم وجود قياس لسرعة الرياح (المشار إليه بالاختصار NWI) في أي من هذه الأحداث، يُخصم تلقائيًا 30 نقطة من نتيجة الأداء. سرعة الرياح من خلف الرياضي (رياح مؤيدة) ضمن النطاق +0.0 م/ث إلى +2.0 م/ث لا تؤثر على النقاط. أما في حال تجاوز سرعة الرياح +2.0 م/ث، فتُخصم 0.6 نقطة عن كل 0.1 م/ث زيادة؛ على سبيل المثال، سرعة ريح +2.1 م/ث تؤدي إلى خصم 12.6 نقطة. وإذا كانت سرعة الرياح معاكسة (رياح أمامية) بقيمة تزيد عن −0.0 م/ث، تُضاف 0.6 نقطة لكل 0.1 م/ث؛ فمثلاً أداء مع رياح أمامية −1.0 م/ث يحصل على 6 نقاط إضافية. في مسابقات الوثب الطويل والوثب الثلاثي، يُمكن احتساب أفضل قفزة غير مؤيدة بالرياح كأفضل أداء للمنافسة إذا حصلت على نقاط أكثر من قفزة مؤيدة بالرياح.[بحاجة لمصدر]
تنطبق قواعد خاصة على الفعاليات المركبة: إذا تجاوزت مساعدة الرياح في أحد الفعاليات +4.0 م/ث، وكان متوسط سرعة الرياح لجميع الفعاليات أكثر من +2.0 م/ث، تُخصم 24 نقطة من نتيجة الأداء. كما يؤدي عدم وجود قراءة لسرعة الرياح إلى خصم تلقائي قدره 24 نقطة.
في سباقات الطرق، تُطبق خصومات على نتيجة الأداء إذا تجاوز الانخفاض الصافي الإجمالي لارتفاع المسار مترًا واحدًا لكل كيلومتر من طول السباق (مثلاً، انخفاض أكثر من 10 أمتار في سباق 10 كم). عند تجاوز هذا الحد، تُخصم 0.6 نقطة لكل 0.1 متر انخفاض لكل كيلومتر؛ فمثلاً، أداء على مسار بانخفاض صافي 1.1 متر لكل كيلومتر يخضع لخصم 6.6 نقاط من نتيجة الأداء.

### نقاط الترتيب
تختلف نقاط الترتيب بناءً على نوع الحدث، وفئة المسابقة، ومركز الرياضي. في المنافسات ذات الفئات الأعلى تُمنح نقاط الترتيب لعدد أكبر من الرياضيين، حيث تشمل الفئة OW أفضل 16 مركزًا، بينما تُمنح النقاط فقط لأفضل 3 رياضيين في الفئة F في مسابقات المضمار والميدان. وتتراوح نقاط الترتيب الممنوحة بين 350 نقطة للفائز في مسابقة مضمار وميدان على مستوى الألعاب الأولمبية أو بطولة العالم، و5 نقاط للمركز الثالث في مسابقات الفئة F للمضمار والميدان.[بحاجة لمصدر]
نظرًا لتفاوت نوع ومسافة المسار في بطولة العالم لألعاب القوى عبر البلاد، تُمنح هذه المسابقة نقاط ترتيب فقط ولا تُحسب نقاط الأداء، مما يؤدي إلى منح نقاط ترتيب أعلى بكثير لهذه المنافسة.[بحاجة لمصدر]
| فئة الحدث                             | أعلى نقطة                    | أدنى نقطة                     | مرجع          |
| ------------------------------------- | ---------------------------- | ----------------------------- | ------------- |
| 3000 متر موانع                        | 290 (المركز الأول في فئة OW) | 4 (المركز الثالث في فئة F)    | [بحاجة لمصدر] |
| 5000 متر                              | 290 (المركز الأول في فئة OW) | 4 (المركز الثالث في فئة F)    | [بحاجة لمصدر] |
| 10,000 متر                            | 270 (المركز الأول في فئة OW) | 3 (المركز الثالث في فئة F)    |               |
| المسابقات الأخرى في المضمار والميدان  | 350 (المركز الأول في فئة OW) | 5 (المركز الثالث في فئة F)    |               |
| الفعاليات المركبة                     | 270 (المركز الأول في فئة OW) | 3 (المركز الثالث في فئة F)    |               |
| مشية 20 كم                            | 270 (المركز الأول في فئة OW) | 3 (المركز الثالث في فئة F)    | [ 9 ]         |
| مشية 50 كم                            | 270 (المركز الأول في فئة OW) | 1 (المركز الثالث في فئة F)    | [ 9 ]         |
| الماراثون                             | 270 (المركز الأول في فئة OW) | 1 (المركز الثالث في فئة F)    | [ 8 ]         |
| سباقات الطرق (نصف الماراثون أو 10 كم) | 270 (المركز الأول في فئة OW) | 1 (المركز الثالث في فئة F)    | [ 8 ]         |
| ألعاب القوى عبر البلاد العالمية       | 1300 (المركز الأول)          | 1020 (المركز الرابع والعشرون) | [بحاجة لمصدر] |

### نقاط الأداء
نقاط الأداء هي مجموع نقاط الترتيب ونقاط النتيجة لأداء الرياضي. يتم تعديل هذه النقطة مرة واحدة فقط، وتخص مسابقات المضمار والميدان فقط: حيث تُخصم 20 نقطة من الأداء الذي مضى عليه أكثر من 9 أشهر من تاريخ التصنيف، و40 نقطة للأداء الأقدم من 10 أشهر، و60 نقطة للأداء الأقدم من 11 شهرًا.[بحاجة لمصدر]

### نقاط التصنيف
نقاط تصنيف الرياضي هي متوسط أفضل نقاط أداء له خلال فترة التصنيف. مدة فترة التصنيف هي 12 شهرًا لجميع مسابقات المضمار والميدان (المسافات 5000 م أو أقل)، و18 شهرًا لمسابقات 10,000 م، وسباقات الطرق، والمشي الرياضي، والفعاليات المركبة. عدد أفضل الأداءات التي تؤخذ في الحسبان تختلف حسب نوع الحدث: حيث يؤخذ أفضل 5 أداءات لمسابقات المضمار والميدان لمسافات 1500 م أو أقل، وأفضل 3 أداءات لمسابقات 3000 م موانع، 5000 م، مشية 20 كم، وسباقات الطرق (نصف ماراثون أو 10 كم)، وأفضل أداءين لمسابقات 10,000 م، العشاري، السباعي، الماراثون، ومشية 50 كم.
في جميع المسابقات، يحصل الرياضيون على نقاط إضافية في نقاط تصنيفهم إذا حطموا أو عادلوا رقمًا عالميًا في الحدث الرئيسي أو حدث مشابه، حيث تُمنح 20 نقطة للرقم القياسي الجديد في الحدث الرئيسي، و10 نقاط لمعادلة الرقم القياسي في الحدث الرئيسي أو لتحقيق رقم قياسي جديد في حدث مشابه، و5 نقاط لمعادلة الرقم القياسي العالمي في حدث مشابه.
يُطبق قاعدة زيادة الوزن للأداءات في الألعاب الأولمبية أو بطولات العالم (فئة OW)، وكذلك في نهائيات الدوري الماسي (فئة DF). ويُستخدم أداء واحد فقط من هذه الفئات لحساب نقاط تصنيف الرياضي، حتى لو كان لديه عدة أداءات من هذه الفئات خلال فترة التصنيف. بالمقابل، تبقى الأداءات الأخيرة في بطولات المنطقة الخارجية للكبار مؤهلة للاحتساب حتى لو كانت خارج فترة التصنيف.
لكي يحصل الرياضي على نقاط تصنيف، يجب أن يكون قد سجل عددًا كافيًا من أداءات النتائج خلال فترة التصنيف، ويجب أن تكون بعض هذه الأداءات ضمن فئة الحدث الرئيسي.
| الحدث الرئيسي                        | الحد الأدنى للأداءات | الحد الأدنى في الحدث الرئيسي | مرجع          |
| ------------------------------------ | -------------------- | ---------------------------- | ------------- |
| 3000 متر موانع                       | 3                    | 2                            | [بحاجة لمصدر] |
| 5000 متر                             | 3                    | 2                            | [بحاجة لمصدر] |
| 10,000 متر                           | 2                    | 1                            | [بحاجة لمصدر] |
| المسابقات الأخرى في المضمار والميدان | 5                    | 3                            | [بحاجة لمصدر] |
| العشاري                              | 2                    | 1                            |               |
| السباعي                              | 2                    | 1                            |               |
| الماراثون                            | 2                    | 1                            |               |
| سباقات الطرق                         | 3                    | 2                            |               |
| مشية 20 كم                           | 3                    | 2                            |               |
| مشية 50 كم                           | 2                    | 1                            | [بحاجة لمصدر] |